# Legally Blonde
Legally Blonde (en España, Una rubia muy legal; en Latinoamérica, Legalmente rubia) es un largometraje de 2001 de Metro-Goldwyn-Mayer, dirigido por Robert Luketic, protagonizado por Reese Witherspoon y Selma Blair (trabajando juntas por segunda vez desde sus participaciones en la película Cruel Intentions), así como el actor Luke Wilson y producido por Marc Platt. La película está basada en la novela de 2001, del mismo nombre, de Amanda Brown.
La película es la historia ficticia de la búsqueda de una chica de hermandad para ser considerada seriamente en la escuela de leyes de Harvard con el objetivo de recuperar a su expareja.
La película fue nominada para el premio Globo de Oro de Mejor Película - Musical o comedia, y Witherspoon (Elle Woods) recibió una nominación. Además, según la revista Bravo es la película que está en el puesto 29 de las más divertidas.
El éxito de taquilla de la película dio lugar a una secuela en 2003, Legally Blonde 2: Red, White & Blonde y a otra película en 2009, Legally Blondes, además del musical Legally Blonde, presentado el 23 de enero de 2007 en San Francisco y estrenado en Nueva York en el Palace Theatre, en Broadway, el 29 de abril de 2007.

## Argumento
Elle Woods (Reese Witherspoon) es una chica rubia de California que parece tenerlo todo: es guapísima, muy popular, presidenta de su propia hermandad, tiene dinero, una de las mejores notas en su especialidad (diseño y confección), y un novio maravilloso llamado Warner (Matthew Davis), que es el hijo del gobernador. Sin embargo, todo su apogeo se derrumba una noche en la que Ella esperaba que Warner le propusiera matrimonio y, en vez de eso, él termina con ella por no considerarla suficientemente seria. Durante la depresión por la ruptura, Elle llega a la conclusión de que debe asistir a la Facultad de Derecho de Harvard, donde Warner estudia y demostrarle lo seria que es. 
Tras mucho esfuerzo, y con el apoyo de sus amigas Margot (Jessica Cauffiel) y Serena (Alanna Ubach), Elle aprueba el examen de admisión y es aceptada en la Universidad. Los primeros días se desanima bastante por lo mal que se le trata, especialmente por la dura profesora Stromwell (Holland Taylor) y Vivian Kensington (Selma Blair), una alumna que resulta ser la prometida de Warner. Sin embargo, tras ser humillada en una fiesta (respecto de la cual es engañada para que crea que es de disfraces y solo ella acude disfrazada) y tener una charla con Warner en la que éste pone en duda la inteligencia de Elle, ésta se da cuenta de que Warner no volvería con ella y decide adueñarse de la situación y dedicarse a fondo en sus estudios. Con la ayuda de Paulette (Jennifer Coolidge), una esteticista que conoce en Boston, pone en práctica sus recién adquiridos conocimientos de abogacía al hacer que Paulette recupere su perro.
Elle destaca cada vez más en clase, por eso, cuando la firma de abogados del profesor Callahan (Victor Garber) necesita de cuatro alumnos para defender un caso de homicidio, es elegida para formar parte del equipo junto a Warner, Vivian y Emmett Forrest (Luke Wilson), socio de Callahan que Elle conoció en su primer día de clases y le dio algunos consejos para distintas clases de la Facultad. Tienen que defender a Brooke Taylor Windham (Ali Larter), acusada de haberle disparado a su marido de 60 años, Hayworth Windham. Elle la apoya desde el principio ya que ambas pertenecieron a la misma hermandad en California, Delta Nu. Brooke no confía en Callahan, por lo que le dice que es mentira, pues no quiere confesar su coartada. Más tarde, Elle la visita a la cárcel y consigue que se la cuente. Resulta que Brooke, que es una famosa instructora de aerobics y con la que Elle tomó clases para adelgazar, se estaba haciendo una liposucción el día del asesinato. Le pide a Elle que no cuente nada, pues podría arruinar su carrera. Ésta le promete que guardará el secreto.
Tras esto, Elle admite haber ido a ver a Brook y le dice a Callahan y al equipo que consiguió la coartada de Brook, pero que no puede contarlo pues le dio su palabra, cosa de la que Callahan está en total desacuerdo y le molesta que priorice su hermandad antes que el caso. Elle se pregunta si el crimen no lo habrá cometido la Sra. Windham Vandermark, la exesposa de la víctima, pero Callahan le dice que no puede ser así, ya que la Sra. Vandermark se encontraba en Aspen el día del asesinato, y que tres personas testificaron que la vieron leer en la piscina de su casa ese día. Callahan dice que la mujer se negó a ir a los interrogatorios por encontrarse en un spa. Así que Emmett y Elle van a verla. La Sra. Vandermark (Raquel Welch) les dice que según su hija Chutney (Linda Cardellini), Heyworth y Brooke "saltaban como gorilas" (refiriéndose a que hacían mucho el amor), pero que seguramente no fue suficiente para Brooke, mencionando que podía tener una relación con el que limpiaba la piscina, Enrique Salvatore (Greg Serano).
De regreso a la Facultad, Emmet tiene una conversación con Elle en la que éste le dice que ser rubia le da más ventajas y éxito de lo que cree y que podría usarlas para un bien mayor. Ya en su dormitorio, Vivian se le acerca y confiesa que admira que no le haya dicho a Callahan la coartada de Brook, tras esto las chicas comienzan a acercarse durante una conversación acerca de Warner, con Vivian revelando que Warner, pese a aprobar el examen de ingreso, quedó en lista de espera y su padre tuvo que usar su influencia para que la Facultad lo aceptara, cosa que impacta a Elle, dándose cuenta de que Warner nunca valió la pena para casarse con él. 
Durante el juicio, Chutney, la hija de la víctima, acusa a su madrastra Brooke de haber cometido el crimen, lo mismo que testifica la Sra. Vandermark. Además, Enrique Salvatore afirma haber mantenido efectivamente relaciones con Brooke y de tener una aventura con ella. Elle descubre que miente y que es homosexual, debido a un comentario que él le había hecho fuera de la sala sobre sus zapatos. Callahan no le cree, pero Emmett (por el que Elle había comenzado a sentir algo) confía en ella y hace que Enrique confiese que tiene un novio. Callahan, impresionado por su descubrimiento y belleza, alaba a Elle y mientras a solas le propone ser asociada en un futuro como abogada intenta propasarse con ella, por lo que esta decide abandonar la Facultad.
La profesora Stromwell, al saber esto, insta a Elle a no abandonar y que cambie de idea. Cuando Brooke se entera de lo que Callahan intentó con Elle, le despide y la contrata a ella como defensora aun siendo estudiante de Derecho, al no haber impedimento legal, ya que Emmett será su supervisor con el visto bueno de la jueza. Durante el juicio todos creen que Brooke perderá el caso. Sin embargo, Elle al interrogar a Chutney, gracias a sus conocimientos de belleza, logra descifrar las circunstancias por las que debió haber pasado en el momento del asesinato y, con tantas pruebas en su contra, la hace confesar su propio crimen. Chutney declaró que estaba en la ducha y por eso no escuchó el ruido de la pistola. Cuando le preguntó que había hecho por la mañana, dijo que se había hecho la permanente en el pelo. Elle dedujo que no se permite lavar el pelo durante las primeras 24 horas para prevenir la desactivación del químico amonio tioglicolato. Entonces, Chutney confesó haber asesinado a su padre, pero que no quiso hacerlo y que lo hizo pensando que era Brooke entrando por la puerta, debido a que odiaba el hecho de que su padre se casara con una mujer de la misma edad que ella. Brooke es declarada inocente y Chutney es puesta bajo custodia, para sorpresa de la Sra. Vandermark. 
Tras este increíble triunfo, Warner se da cuenta de la seriedad que tiene su exnovia, y le propone matrimonio, aunque en realidad solo lo hace para quedar bien en su familia. Elle le contesta de una forma muy divertida: "Oh Warner, esperé tanto para que me digas esto... pero sí quiero ser una importante abogada antes de los 30 años, necesito un marido que no sea un estúpido".
Dos años después Elle se gradúa con una oferta para trabajar en una importante firma de abogados de Boston. Además, el día de la graduación, ella pronuncia un inspirador discurso en el que destaca la importancia de creer en la gente y sobre todo en uno mismo. 
Durante estos dos últimos años, Vivian deja a Warner y se convierte en la mejor amiga de Elle, mientras que Warner se gradúa sin honores, sin novia y sin ninguna oferta de trabajo, Elle mantiene una relación con Emmett quien le propondrá matrimonio esa misma noche.

## Reparto
- Reese Witherspoon como Elle Woods
- Ali Larter como Brooke Taylor-Windham
- Luke Wilson como Emmett Richmond
- Selma Blair como Vivian Kensington
- Victor Garber como el Profesor Callahan
- Matthew Davis como Warner Huntington III
- Holland Taylor como la Profesora Elspeth Stromwell
- Jessica Cauffiel como Margot Chapman
- Jennifer Coolidge como Paulette Bonafonté
- Alanna Ubach como Serena McGuire
- Oz Perkins como David Kidney
- Linda Cardellini como Chutney Windham
- Bruce Thomas como Kyle "el chico de UPS"
- Meredith Scott Lynn como Enid Wexler
- Raquel Welch como Sra. Windham Vandermark
- Francesca P. Roberts como Jueza Marina Bickford
- Kimberly McCullough como Amy
- Greg Serano como Enrique Salvatore
- Moonie como Bruiser Woods

## Música
- 1. "Perfect Day", de Hoku, es el tema y música de títulos del principio y final de la película.
- 2. "Watch Me Shine", de Joanna Pacitti
- 3. "One Girl Revolution", de Superchick, es otro tema de los títulos finales.
- 4. "Nobody's Fool", de Avril Lavigne, es el tema que suena cuando la protagonista llega a la corte de Washington.